# Andreas Klöden
Andreas Klöden (Mittweida, 22 juni 1975) is een Duits voormalig wielrenner die vooral een goed klassementsrenner was. Klöden was beroepsrenner van 1998 tot 2013. Hij nam tweemaal deel aan de Olympische Spelen.

## Biografie
Andreas Klöden begon zijn profloopbaan in 1998 bij Team Deutsche Telekom. Twee jaar later brak hij internationaal door met overwinningen in Parijs-Nice en de Ronde van het Baskenland. Tijdens de Olympische Spelen van Sydney behaalde hij een bronzen medaille tijdens de wegwedstrijd. Het podium was geheel Telekom: Jan Ullrich behaalde goud en Aleksandr Vinokoerov zilver.
In 2001 reed hij als belangrijke knecht van Jan Ullrich zijn eerste Tour. Hij reed ondanks het vele kopwerk in de bergen een goed klassement. Daarna bleef het jaren stil rondom hem, onder meer door knie- en rugproblemen.
In 2004 kwam zijn talent weer naar boven. Nadat hij eerder Duits kampioen was geworden op de weg mocht hij in de fraaie driekleur aantreden in de Ronde van Frankrijk 2004. Daar bleek hij bergop verrassend beter te zijn dat zijn eigenlijke kopman en boezemvriend Jan Ullrich. In het algemeen klassement eindigde hij tweede achter Lance Armstrong.
In 2005 kon hij zijn prestaties in de Tour niet herhalen. Wel werd hij nipt geklopt in een sprint-à-deux door Pieter Weening. Het verschil was enkele millimeters. Met het blote oog was het verschil niet te zien. Deze Tour reed hij niet uit door lichamelijke klachten.
In 2006 startte Klöden als kopman nadat Jan Ullrich en teamgenoot Oscar Sevilla door Operación Puerto op het laatste moment niet van start mochten gaan in de Tour. Hij redde enigszins de eer voor T-Mobile en eindigde derde achter Floyd Landis en Óscar Pereiro. Achteraf werd Landis de Tourzege afgenomen.
Eind 2006 werd bekend de selectie van T-Mobile uit elkaar zou vallen. Klöden vertrok met enkele ploeggenoten richting Astana waar Aleksandr Vinokoerov grootte plannen had. Astana stapte echter als geheel op in de Tour van 2007 omdat Vinokourov op 24 juli 2007 positief werd bevonden op bloeddoping. Sindsdien leefde Klöden op gespannen voet met de Duitse pers. Vanwege hun dopingrazzia kwam hij niet meer voor Duitsland uit op het WK en reed hij er geen wedstrijden op Duitse bodem.
In 2008 was Astana uitgesloten van de Tour. In april pakt Klöden de tijdritzege in de Ronde van Romandie. Hij controleerde vervolgens in de bergen en pakte de eindzege. In de Giro startte hij met Alberto Contador en Levi Leipheimer als favoriet maar reed deze ronde niet uit. In de Vuelta reed hij zich naar een verdienstelijke twintigste positie in het eindklassement in dienst van Contador.
Een jaar later pakt hij enkele tijdritzeges in kleinere rondes in het voorjaar. In de Tour finishte hij zesde in het eindklassement. Daarmee verwees hij nogmaals de beste Duitse ronderenner van de afgelopen jaren te zijn na het wegvallen van Ullrich.
In 2010 had hij een degelijk seizoen zonder echte uitschieters. Het jaar 2011 was succesvol voor Klöden. Hij boekte een ritzege en daarbij de leiderstrui in Parijs-Nice. Tijdens de tijdrit werd hij echter weer uit de leiderstrui gereden door Tony Martin. Bergop kon hij de verloren tijd niet goed maken. Hij eindigde op het podium. Met goede vorm pakte hij in de Ronde van Baskenland - na elf jaar - weer de eindzege. Ook pakte hij nog twee tijdritszeges mee in kleinere rondes. Door rugproblemen na een zware val kon hij de Tour echter niet uitrijden. In de Vuelta startte hij met ambitie maar reed deze niet uit.
Klöden reed standaard voor de Tour de France als voorbereiding de Ronde van Zwitserland. Hij is daar ook woonachtig.
In 2012 bleven de rugproblemen hem parten spelen. Hij beëindigde het seizoen zonder zege en maar met één podiumplaats. Resultaten in Parijs-Nice en de Ronde van Baskenland bleven uit. Na de val van Andy Schleck in de Dauphiné en de vormcrisis van Fränk Schleck startte Klöden als outsider voor de Tourzege. De strijd voor de eindzege kon hij echter niet aangaan. Bergop kon hij niet met de besten mee. Na drie weken werd hij slechts elfde in het eindklassement.
In 2013 ging hij niet voor het algemene klassement in de Tour de France maar koos hij meermaals de aanval. Hij werd vijfde en tweede in alpenetappes in de derde Tourweek. Deze ritten werden beide gewonnen door de latere wereldkampioen Rui Costa. Op 24 oktober 2013 werd bekend dat hij zijn wielercarrière na zestien profjaren beëindigde.

## Doping
Er heeft in het verleden een onderzoek plaatsgevonden naar een mogelijke bloedtransfusie in aanloop van en tijdens de Tour de France van 2006. Samen met zijn toenmalige teamgenoten Matthias Kessler en Patrik Sinkewitz zou hij zich in Freiburg hebben laten behandelen. Gerechtelijk onderzoek door de Duitse justitie werd beëindigd nadat Klöden had geschikt. Waarom hij schikte is onbekend. Hij ontkent tot op de dag van vandaag dopinggebruik.

## Belangrijkste overwinningen
1998
- Proloog Ronde van Romandië
- Ronde van Nedersaksen

1999
- 3e etappe Ronde van de Algarve
- 3e etappe deel A Ronde van Nedersaksen

2000
- 7e etappe Parijs-Nice
- Eindklassement Parijs-Nice
- 5e etappe deel B Ronde van het Baskenland
- Eindklassement Ronde van het Baskenland
- 7e etappe Vredeskoers
- Olympische Spelen

2004
- Duits kampioen op de weg, Elite
- Ploegenklassement Ronde van Frankrijk

2006
- Ploegenklassement Ronde van Frankrijk
- Rothaus Regio-Tour

2007
- Eindklassement Tirreno-Adriatico
- 3e etappe Omloop van de Sarthe
- Eindklassement Ronde van de Sarthe

2008
- 3e etappe Ronde van Romandië
- Eindklassement Ronde van Romandië

2009
- 5e etappe Tirreno-Adriatico
- 1e etappe Ronde van Trentino
- 4e etappe Ronde van Frankrijk (ploegentijdrit)

2011
- 5e etappe Parijs-Nice
- 3e etappe Internationaal Wegcriterium (individuele tijdrit)
- Eindklassement Ronde van het Baskenland
- 1e etappe Ronde van Trentino (individuele tijdrit)

2012
- Ploegenklassement Ronde van Frankrijk

## Resultaten in voornaamste wedstrijden
| Jaar | Ronde van Italië | Ronde van Frankrijk | Ronde van Spanje |
| ---- | ---------------- | ------------------- | ---------------- |
| 1997 |                  |                     |                  |
| 1998 |                  |                     | opgave           |
| 1999 |                  |                     | 62e              |
| 2000 |                  |                     | opgave           |
| 2001 |                  | 26e                 |                  |
| 2002 |                  |                     | opgave           |
| 2003 |                  | opgave              |                  |
| 2004 |                  | ↑                   |                  |
| 2005 |                  | opgave              |                  |
| 2006 |                  | ↑                   |                  |
| 2007 |                  | opgave              |                  |
| 2008 | opgave           |                     | 20e              |
| 2009 |                  | 5e                  |                  |
| 2010 |                  | 12e                 |                  |
| 2011 |                  | opgave              | opgave           |
| 2012 |                  | 11e                 |                  |
| 2013 |                  | 30e                 |                  |

| Jaar | Luik-Bast.‑Luik | Ronde van Lombardije | Cyclassics Hamburg | Waalse Pijl |  | Wereldranglijsten |
| ---- | --------------- | -------------------- | ------------------ | ----------- |  | ----------------- |
| 1997 |                 |                      | 7e                 |             |  |                   |
| 1998 |                 |                      |                    |             |  |                   |
| 1999 |                 | 38e                  |                    |             |  |                   |
| 2000 | 23e             |                      |                    |             |  |                   |
| 2001 |                 |                      | 40e                |             |  |                   |
| 2002 |                 |                      | 35e                | 113e        |  |                   |
| 2003 |                 |                      |                    | 94e         |  |                   |
| 2004 | 87e             |                      | 95e                | 6e          |  |                   |
| 2005 |                 |                      |                    |             |  | 163e (UPT)        |
| 2006 |                 |                      |                    |             |  | 41e (UPT)         |
| 2007 |                 |                      |                    | 69e         |  | 32e (UPT)         |
| 2008 |                 |                      |                    |             |  | (UPT)             |
| 2009 |                 |                      |                    |             |  | 13e (UWK)         |
| 2010 |                 |                      |                    | 24e         |  | 73e (UWK)         |
| 2011 |                 |                      |                    |             |  | 20e (UWT)         |
| 2012 |                 |                      |                    |             |  | 94e (UWT)         |
| 2013 |                 |                      |                    |             |  |                   |

| Resultaten in kleinere rondes |             |                   |                     |                               |                    |                 |                       |            |
| Jaar                          | Parijs-Nice | Tirreno-Adriatico | Ronde van Catalonië | Ronde van het Baskenland      | Ronde van Romandië | Dauphiné Libéré | Ronde van Zwitserland | Eneco Tour |
| 2000                          | ↑ (1)       |                   | opgave              | ↑ (1)                         |                    |                 |                       |            |
| 2001                          | opgave      |                   | opgave              |                               | 53e                |                 |                       |            |
| 2002                          | opgave      |                   | opgave              | opgave                        |                    |                 |                       |            |
| 2003                          |             | 7e                | 61e                 | opgave                        |                    |                 |                       |            |
| 2004                          |             | 77e               |                     | opgave                        |                    |                 |                       |            |
| 2005                          |             | 90e               |                     | opgave                        |                    | opgave          |                       |            |
| 2006                          |             | 129e              |                     |                               |                    |                 | opgave                |            |
| 2007                          |             | ↑                 |                     |                               |                    |                 | 10e                   |            |
| 2008                          |             |                   |                     |                               | ↑ (1)              |                 | 2e                    |            |
| 2009                          |             | 3e                |                     |                               |                    |                 | 4e                    | opgave     |
| 2010                          |             |                   | 23e                 | 18e                           |                    |                 | 8e                    |            |
| 2011                          | 2e (1)      |                   |                     | Ronde van het Baskenland 2011 |                    |                 | 38e                   |            |
| 2012                          | 18e         |                   |                     | opgave                        | 22e                |                 | 39e                   |            |
| 2013                          | 9e          |                   |                     | opgave                        |                    |                 | 63e                   |            |